# Arthur Magnusson

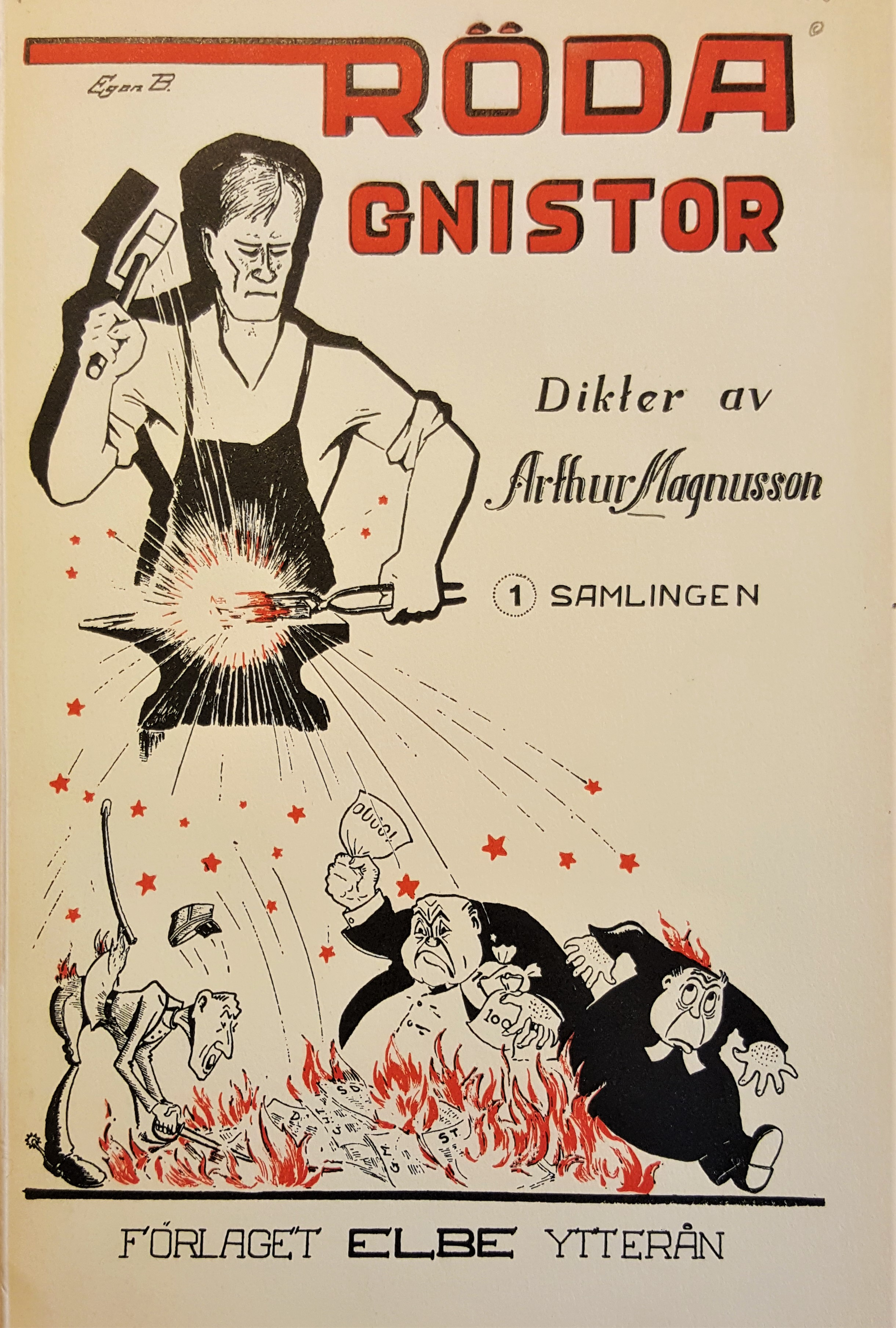
Titelsida till Röda Gnistor (1934).

Karl Olof Arthur Magnusson, född den 5 april 1902 i Ytterån, Rödöns socken, död där den 22 december 1975, var en svensk översättare, poet, författare och journalist.

## Biografi
Magnusson föddes 1902 i den lilla byn Ytterån utanför Östersund. Modern Lovisa (född Hultgren) var småskollärarinna från Ångermanland och pappan Magnus Olsson sågverksarbetare och ursprungligen värmländsk rallare. Pojken var redan som barn mycket vetgirig och han lärde sig som autodidakt åtminstone sju språk och livnärde sig till stor del som översättare, framför allt från tyska och ryska. Listan på publicerade verk uppvisar en stor bredd, från poesi över noveller och romaner till naturvetenskaplig facklitteratur. I sina dikter försvarar han kommunismen och Sovjetunionen och flera av dem blev tonsatta av Knutna Nävar flera decennier senare. 
Han var organiserad nykterist och blev tidigt kommunist och följde den Komintern-anslutna falangen vid splittringarna i det svenska kommunistpartiet under 1920-talet. Efter att ha lämnat Ytterån under några år i sin ungdom och bland annat varit frilansjournalist i kommunistpressen återvände han 1928 och efter ytterligare några flyttar förblev han födelsebyn trogen fram till sin död 1975. Han ansvarade för nykterhetslogens bibliotek i Ytterån, som under hans tid växte från cirka 500 volymer till närmare 6000. Magnusson var en viktig kulturbärare och folkbildare i sitt fridsamma, envisa och djupt engagerade sätt att vårda litteraturen och sprida läsandet i sin omgivning. Han ledde också tidvis många studiecirklar i olika språk både i Ytterån och andra orter i Jämtland.
CAM, en signatur som han ibland undertecknade sina texter med, skrev många små moraliteter framför allt under 1920- och 1930-talen, publicerade i den kommunistiska pressen. Nämnas kan särskilt följetongsromanen ”Gudarnas klor” i Ny Dag 1931, med tydlig självbiografisk anknytning, diktsamlingen ”Röda Gnistor” på eget förlag 1934 och kupletter och texter till den lokala revyn i Ytterån, där även hans far uppträdde som sångare. 
Logen Bifrost gav 2001 ut en minnesskrift om honom med namnet ”Armeniens sol över Ytterån - en vandring i Arthur Magnussons fotspår”. Titeln syftade på att Arthur, med all säkerhet som förste svensk, direktöversatte armeniska dikter. Under 1938-1952. med uppehåll under andra världskriget, var han ledamot av Rödöns kommunfullmäktige som representant för Sveriges Kommunistiska Parti.
Magnusson var ensamstående och hade inga barn. 

### Redaktör
- Utan krage : dikter. Stockholm: Arbetarkultur. 1946. Libris 1418630

### Översättningar
- Bredel, Willi (1951). Ernst Thälmann : ett bidrag till en politisk levnadsskildring. Stockholm: Arbetarkultur. Libris 1435415
- Cunc, Michail Zinovʹevič (1959). Storbyggen i Sibiriens floder. Moskva: Förlaget för litteratur på främmande språk. Libris 1273028
- Efremov, Ivan Antonovič (1960). Andromeda : roman. Stockholm: Arena. Libris 1845437
- Fast, Howard (1950). Frihetens väg : roman. Stockholm: Arbetarkultur. Libris 1397082
- Fast, Howard (1949). Strejken i Clarkton : roman. Stockholm: Arbetarkultur. Libris 1397084
- Hodann, Max (1934). "Saker som man inte talar om" : samtal i könsfrågorna kamrater emellan. Stockholm: Arbetarkultur. Libris 1355914
- Jakovlev, Gurij (1957). 376 dygn på drivisen. Stockholm: Folket i bild. Libris 1716353
- Kudrjavcev, Boris Aleksandrovič (1959). De ohörbara ljuden. Moskva: Förlaget för litteratur på främmande språk. Libris 2237572
- Laktionov, Aleksandr Fedorovič (1960). Nordpolen : ur polarfärdernas historia. Moskva: Förlaget för litteratur på främmande språk. Libris 1191209
- Obručev, Vladimir Afanasʹevič (1960). Sannikovs land. Litteratur för barn och ungdom. Moskva: Förlaget för litteratur på främmande språk. Libris 2670849
- Sayers, Michael; Kahn, Albert Eugene (1949). Den stora sammansvärjningen mot Sovjetunionen. Stockholm: Arbetarkultur [Seelig]. Libris 1414236
- Ścibor-Rylski, Aleksander (1953). Kol : roman. Stockholm: Arbetarkultur. Libris 1447125
- Slavin, Lev Isaevič (1946). Hitlerväldets sista dagar. Stockholm: Arbetarkultur. Libris 1427817
- Tarle, Evgenij Viktorovič (1951). Karl XII och Poltava. Kultur och politik, 99-3527944-8. Stockholm: Arbetarkultur. Libris 1448600
- Wyndham, John (1954). Vidundret vaknar. Science fiction. Stockholm: O. Eklund. Libris 1468648